# Immigration Act of 1924

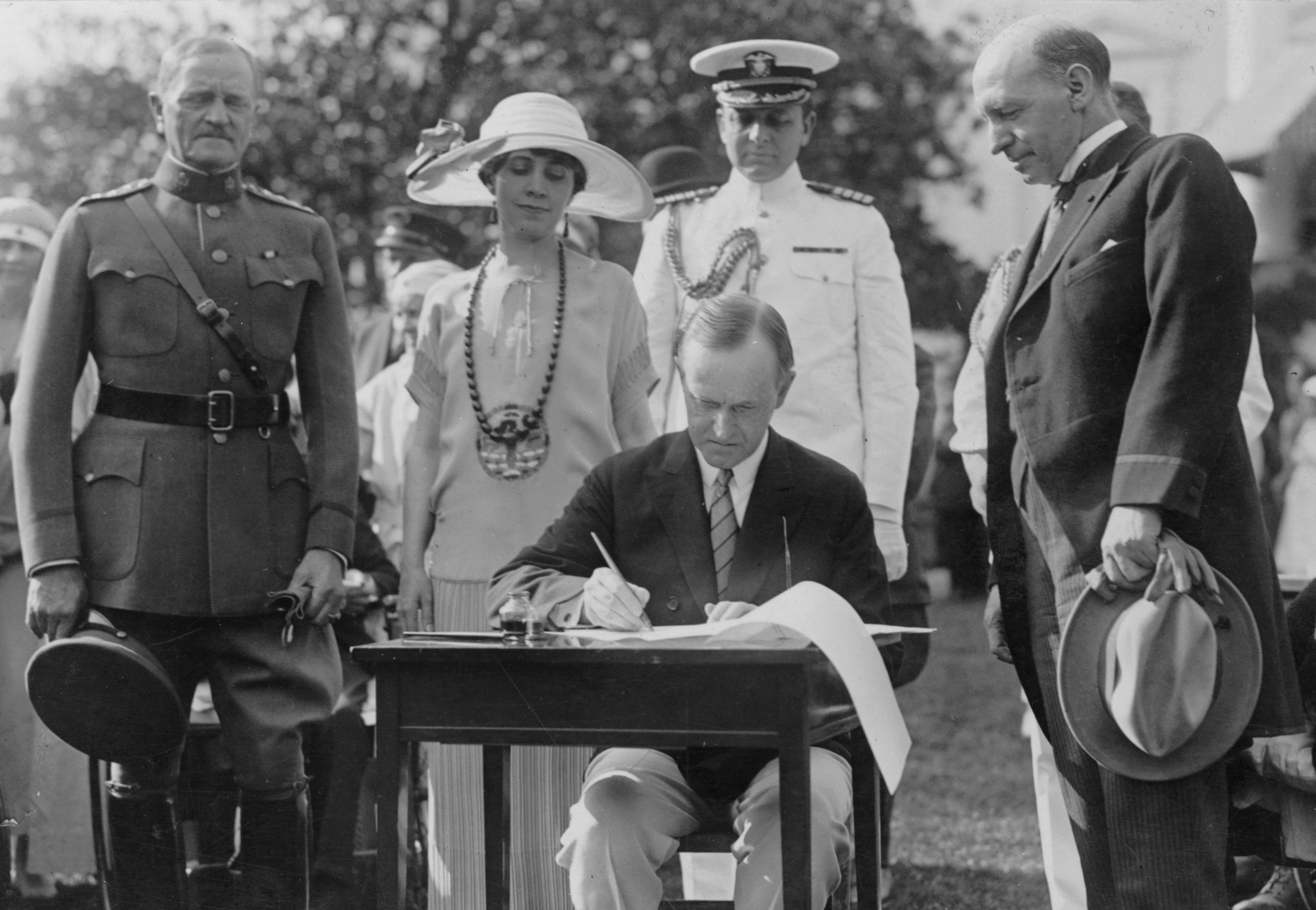
USA:s president Calvin Coolidge undertecknar lagen.

Immigration Act of 1924, eller Johnson–Reed Act, inklusive National Origins Act, och Asian Exclusion Act var en federal lag i USA som begränsade invandringen från varje land till 2 % av det antal från samma land som bodde i USA vid folkräkningen 1890, i stället för 3 % som vid Immigration Restriction Act of 1921. Lagen ersatte 1921 års Emergency Quota Act. Lagen var framför allt inriktad på att begränsa invandringen från Sydeuropa och Östeuropa, många judar flydde från förföljelser i Polen och Ryssland, och invandringsvågen hade pågått sedan 1890-talet, samt från Mellanöstern, Östasien och Indien. Den har setts som ett försök att bevara ett "homogent ideal." Motståndet i USA:s kongress var mycket litet.

### Fotnoter
1. ↑  ”The Immigration Act of 1924 (The Johnson-Reed Act)”. U.S Department of State Office of the Historian. Arkiverad från originalet den 8 februari 2012. https://web.archive.org/web/20120208221430/http://history.state.gov/milestones/1921-1936/ImmigrationAct. Läst 13 februari 2012.